# Monterey County
Monterey County är ett county i delstaten Kalifornien, USA. Den administrativa huvudorten (county seat) är Salinas. 
Del av Pinnacles nationalmonument ligger i countyt. 

## Geografi
Enligt United States Census Bureau så har countyt en total yta på 9 767 km². Av den arean utgörs 8 604 km² av land, och resterande 1 163 km² av vatten.

### Angränsande countyn
- San Luis Obispo County, Kalifornien - syd
- Kings County, Kalifornien - sydost
- Fresno County, Kalifornien - sydost
- San Benito County, Kalifornien - öst
- Santa Cruz County, Kalifornien - nord

## Se även

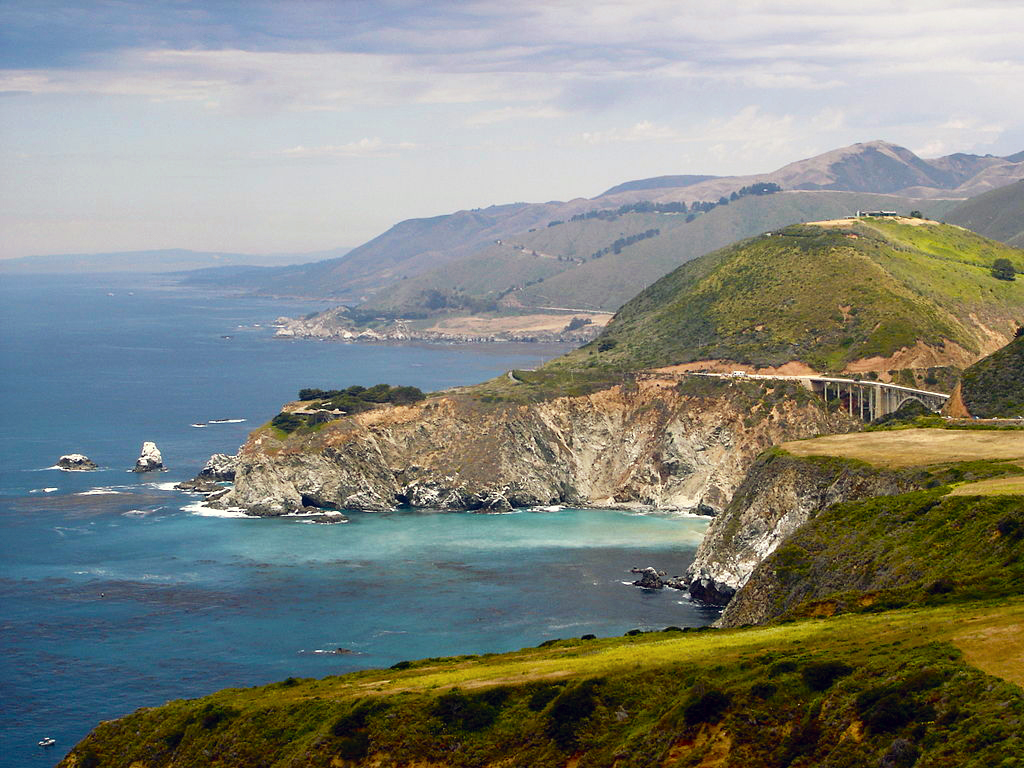
Big Sur